# Малевничье (Николаевская область)
Малевничье (укр. Мальовниче; до 2024 года — Приют) — село в Вознесенском районе Николаевской области Украины.
Основано в 1845 году. Население по переписи 2001 года составляло 121 человек. Почтовый индекс — 55523. Телефонный код — 5159. Занимает площадь 0,37 км².

## Местный совет
55523, Николаевская обл., Еланецкий р-н, с. Малодворянка, ул. Ленина, 33